# Kosuke Nakamura
Kosuke Nakamura (n. 27 februarie 1995, Kita, Tōkyō, Japonia) este un fotbalist japonez.
Nakamura a debutat la echipa națională a Japoniei în anul 2017. Nakamura a jucat pentru naționala Japoniei la Campionatul Mondial din 2018.

## Statistici
| Japonia | Japonia | Japonia |
| An      | Meciuri | Goluri  |
| ------- | ------- | ------- |
| 2017    | 2       | 0       |
| 2018    | 2       | 0       |
| 2019    | 2       | 0       |
| Total   | 6       | 0       |